# Frontera entre Gambia y Senegal
La frontera entre Gambia y Senegal es el límite internacional que separa ambos países.

## Características

### Generalidades

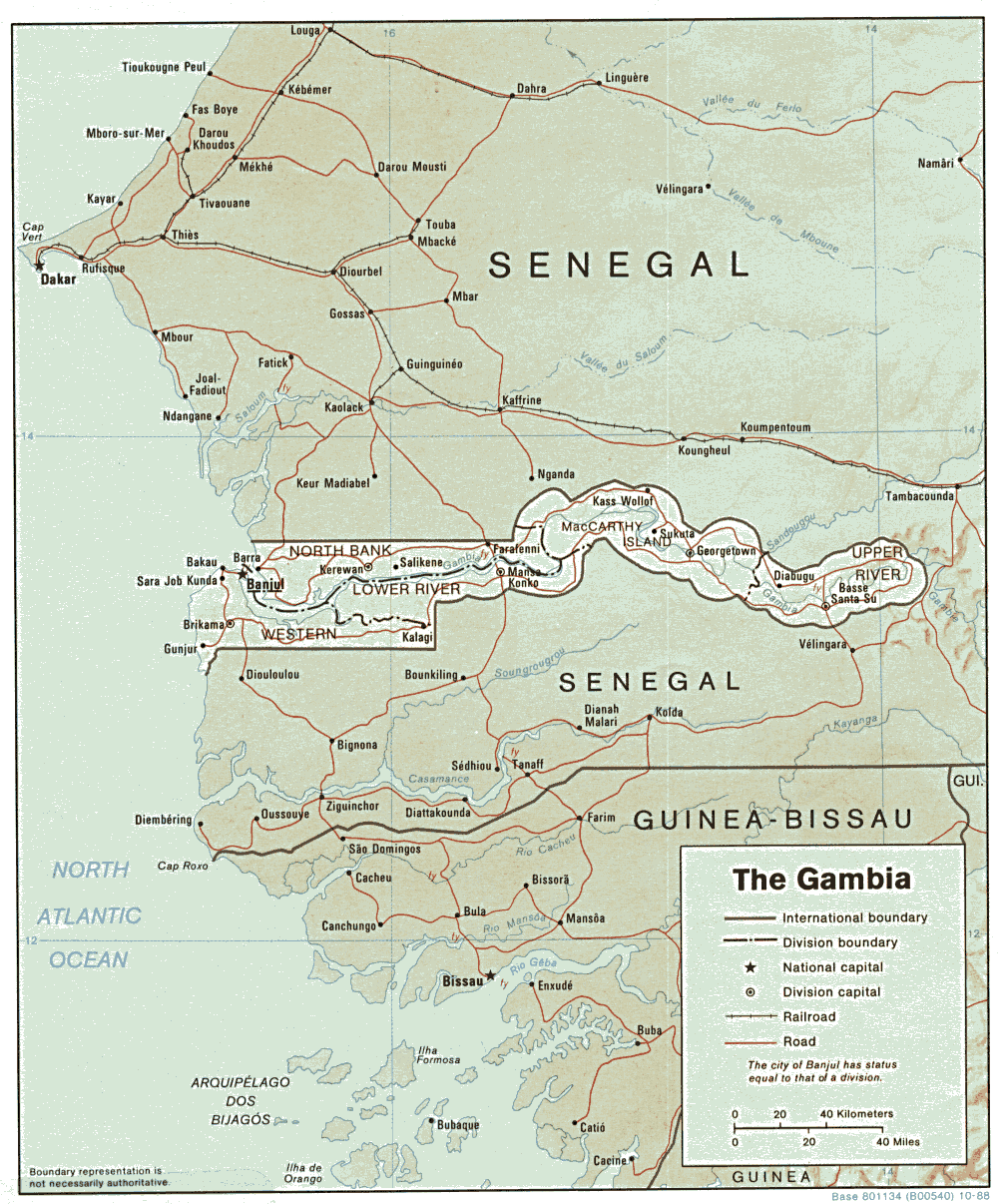
Mapa de Gambia, mostrando su casi enclavemiento en Senegal.

Gambia es un país de África Occidental, prácticamente enclavada en Senegal. Se extiende a ambas márgenes del río Gambia, sobre una anchura de 20 a 50 km, y por 320 km de longitud. Solamente sus costas sobre el océano Atlántico le permite a Gambia no estar totalmente enclavada en el territorio senegalés.
Aunque Gambia sea el país más pequeño del África continental, y aunque tiene la forma de una cinta delgada y larga, hay más de una cincuentena de fronteras terrestres internacionales más pequeñas sobre el continente africano. Para Senegal, se trata de su segunda frontera internacional más larga, después de aquella que tiene con Mauritania.

### Trazado

#### Frontera terrestre

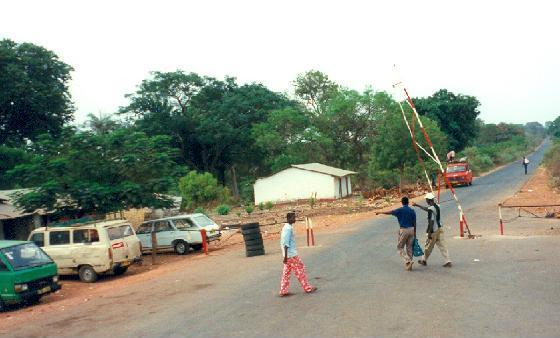
Paso fronterizo entre los dos países.

La frontera terrestre entre ambos países está compuesta de dos partes más o menos orientadas de oeste a este, una al norte de Gambia, la otra al sur, conectadas a su extremidad oriental por un semicírculo. Su fisonomía compoe dos zonas diferentes:
- Al oeste, tanto al norte como al sur, la frontera sigue un arco de paralelo (aproximadamente 13° 35′ 35″ N al norte, 13° 09′ 52″ N al sur), sobre aproximadamente 100 km. La única excepción es la extremidad occidental de la parte sur, en donde la frontera sigue el curso del río Allahein en dirección suroeste sobre una veintena de kilómetros.
- Al este, la frontera envuelve el río Gambia y sigue cerca su curso. A partir de allí consiste entonces en una sucesión de arcos de círculo.

#### Fronteras marítimas
Las fronteras marítimas entre ambos países consisten en dos segmentos diferentes en el océano Atlántico, casi íntegramente horizontales, el uno al norte y el otro al sur.
Al norte, la frontera está definida por un solo segmento del paralelo de latitud 13° 35′ 35″ N:
- inicia al este sobre la costa, allí donde la frontera terrestre termina, hacia 13° 35′ 35″ N, 16° 33′ 00″ O.
- el límite occidental no está determinado por el tratado, pero ambos países reivindican una zona económica exclusiva de 200 millas marinas (370 km), y al oeste aproximadamente hacia 13° 35′ 35″ N, 20° 00′ 00″ O.

Al sur, la frontera está definida por varios segmentos:
- inicia al este sobre la costa, allí donde termina el límite terrestre, a 13° 03′ 51″ N, 16° 44′ 49″ O.
- continúa hacia el suroeste hasta el punto 13° 01′ 21″ N, 16° 45′ 19″ O.
- luego gira al norte hasta el punto 13° 03′ 27″ N, 16° 45′ 22″ O.
- sigue luego el paralelo de latitud 13° 03′ 27″ N ; su límite occidental tampoco está definido por el tratado, pero termina approximadamente en 13° 07′ 27″ N, 20° 10′ 48″ O.

## Historia

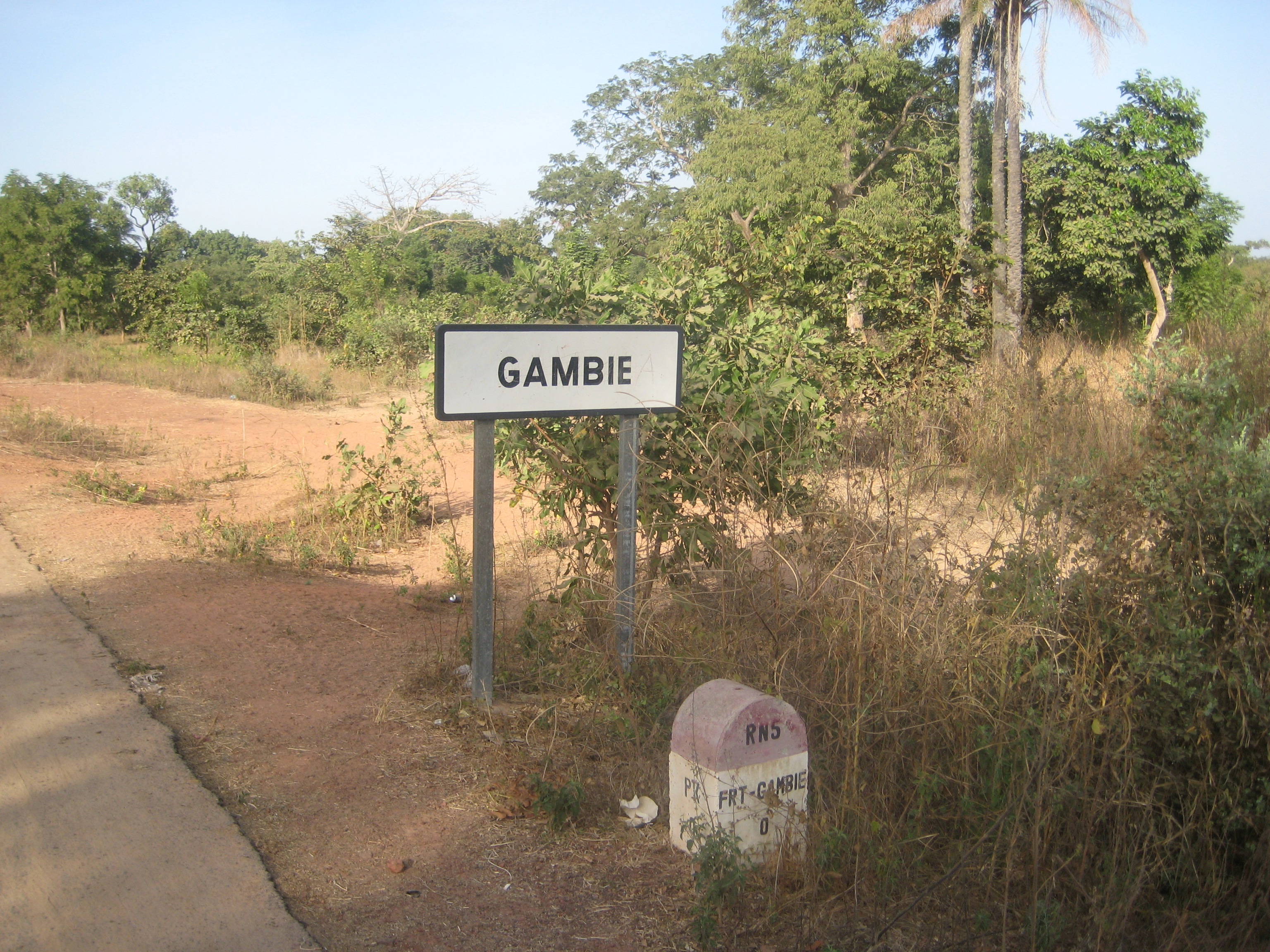
Cartel indicador.

La frontera terrestre fue definida en 1889 por medio de un acuerdo entre Francia y Reino Unido, con relación a la delimitación entre sus colonias de Senegal y de Gambia. Una leyenda cuenta que la distancia entre la frontera y el río Gambia corresponde a la mayor distancia que podía alcanzar un disparo de cañón de la marina británica, pero ninguna prueba histórica sostiene esta tesis; la frontera por otra parte fue delimitada de modo cuidadoso por una comisión franco-británica.
Senegal se independizó de Francia el 20 de junio de 1960 como miembro de la Federación de Malí, y se secesionó de este el 20 de agosto de 1960, mientras que Gambia obtuvo su independencia del Reino Unido el 18 de febrero de 1965.
Ambos países se asociaron en 1982 en la Confederación de Senegambia, pero esta organización se disolvió en 1989.
Las fronteras marítimas entre ambos países están definidas por un tratado firmado el 4 de junio de 1975.